# Жуланов, Павел Александрович
Павел Александрович Жуланов — советский хозяйственный деятель, полный кавалер ордена Трудовой Славы.

## Биография
Родился в 1938 году на территории современного Пермского края. Член КПСС.
В 1959—1991 гг. — бригадир сквозной бригады буммашины в цехе № 4 Соликамского целлюлозно-бумажного комбината Министерства лесной, целлюлозно-бумажной и деревообрабатывающей промышленности СССР.
Указами Президиума Верховного Совета СССР от 24 апреля 1975 года и 19 марта 1981 года за досрочное выполнение социалистических обязательств награждён орденами Трудовой Славы 3-й и 2-й степени.
За большой личный вклад в дело создания новых лесов, бережного использования природных ресурсов был в составе коллектива удостоен Государственной премии СССР за выдающиеся достижения в труде 1982 года.
Указом Президиума Верховного Совета СССР от 4 мая 1985 года награждён орденом Трудовой Славы 1-й степени, став полным кавалером ордена Трудовой Славы.
Жил в Соликамске.